# Легион Наву
Легион Наву (англ. Nauvoo Legion) — ополчение, созданное мормонами для защиты города Наву в штате Иллинойс.

## Описание
Законодательная ассамблея Иллинойса даровала городу Наву городскую хартию с довольно широкими правами, на основании которых легион имел чрезвычайно широкую автономию от властей штата. Под командованием Джозефа Смита-младшего, который одновременно был мэром Наву, легион вскоре стал крупнейшим военным формированием на американском Западе. В 1844 году вскоре после событий, когда городской совет Наву закрыл газету, критически высказывавшуюся о Смите и его церковной политике, Смит мобилизовал легион и объявил военное положение. Арестованные по обвинению в измене, Джозеф Смит и его брат Хайрам были убиты толпой, прежде чем Легион успел прийти им на помощь. Вскоре после этого была отменена хартия Наву, а Легион потерял официальное положение в качестве подразделения ополчения штата Иллинойс.
После смерти Джозефа Смита лишённый законного статуса Легион продолжал существовать под командованием Бригама Янга, лидера крупнейшей фракции, образовавшейся в результате раскола в мормонском движении. Янг организовал переселение на запад, где позднее был учрежден виртуальный штат Дезерет, позднее легализованный под названием Территория Юта. При этом легион сохранил своё название даже после ухода из Наву. Легион стал фактически вооружёнными силами мормонской церкви Бригама Янга. Легион был мобилизован для отражения атак армии США во время относительно мирной войны в Юте, а южный батальон легиона несёт ответственность за резню в Маунтин-Медоуз. Убийство более 150 путешествующих поселенцев Святыми последних дней из Сидар-Сити было следствием напряженности в отношениях с национальным правительством. Местное ополчение осуществило нападение, позже узнав что Бригам Янг хотел чтобы они оставили их в покое.
Легион был окончательно распущен в 1887 году в рамках мероприятий, предусмотренных Законом Эдмундса-Такера, запрещавшего мормонскую церковь в связи с практиковавшейся в ней тогда полигамией.